# 史汉军
史汉军（1982年1月18日—），中国足球运动员，司职中场，曾经长期效力于中超球队青岛中能。后曾一度出国读书学习，回青后加盟业余球队青岛红狮，2019年起随球队参加中乙联赛。

## 职业生涯
- 2002年逐渐有了在青岛队的出场机会。
- 2003年由于伤病导致状态下滑。
- 2004年一度担任球队主力但位置不稳定。
- 2005年主场对阵辽宁打入首个联赛进球。
- 之后几个赛季里出场机会不多，2009年初被俱乐部挂牌，选择退役[1]。